# مسقط رأس جون آدامز

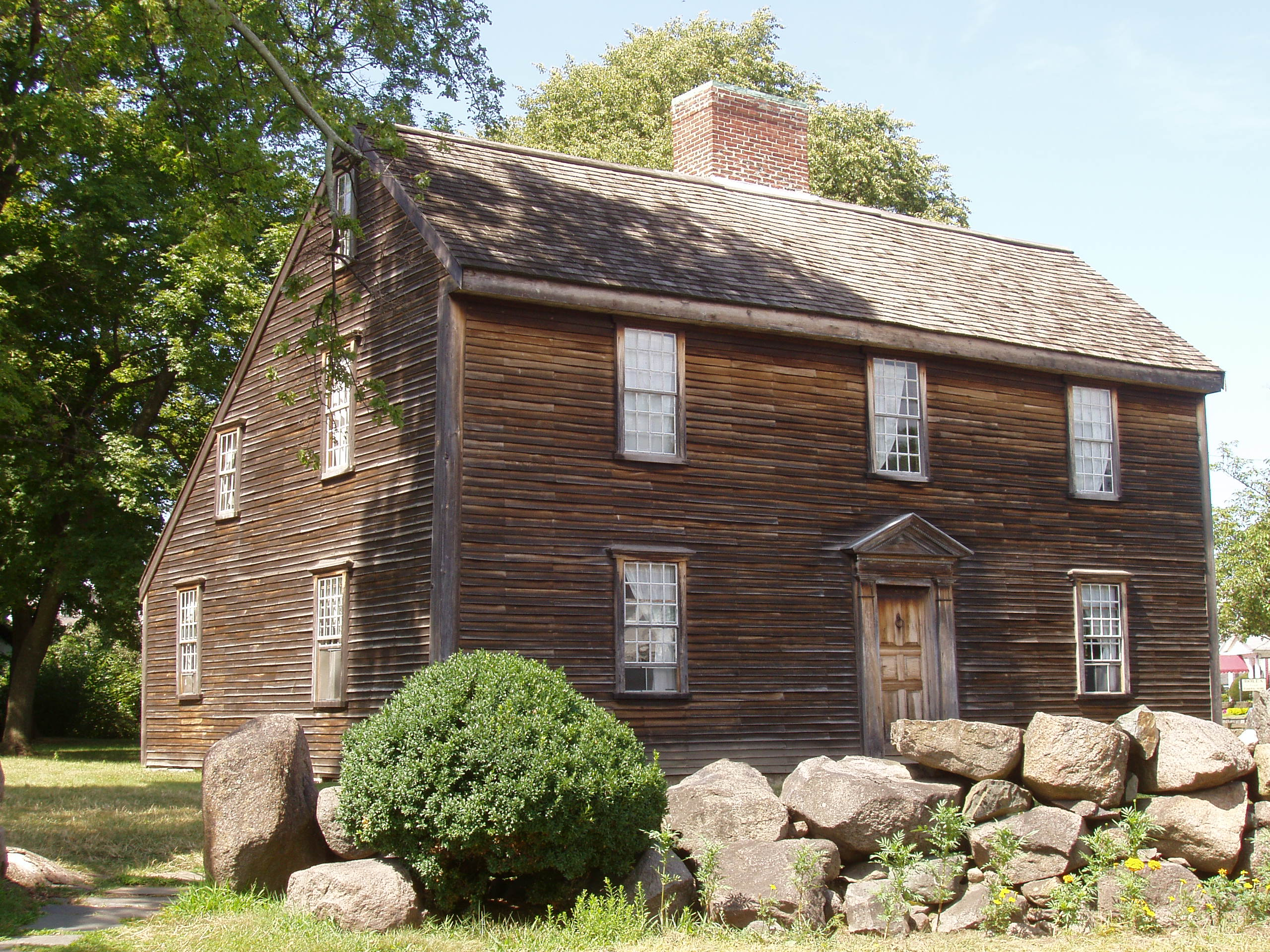

مسقط رأس جون آدامز هو بيت تاريخي يقع في شارع 133 فرانكلين في كوينسي، ماساتشوستس. هو في الحقيقة كوخ حيث ولد جون آدمز،الرئيس الثاني للولايات المتحدة فيه في عام 1735. أعلن هذا المكان معلما تاريخيا وطنيا في عام 1960، وسجل في السجل الوطني للأماكن التاريخية. يدار البيت حاليا بواسطة إدارة المتنزهات الوطنية ومفتوح للعامة حاليا حيث يقوم السياح والمجموعات السياحية بزيارته.